# Woldemar Nürnberger
Woldemar Nürnberger (Pseudonym: M. Solitaire, auch Hilarius Bierfreund; * 1. Oktober 1818 in Sorau, Landkreis Sorau (Lausitz); † 17. April 1869 in Landsberg an der Warthe, Landkreis Landsberg (Warthe)) war ein deutscher Arzt und Schriftsteller.

## Leben
Nürnberger war Sohn des Verwaltungsbeamten und Schriftstellers Joseph Christian Emil Nürnberger. Nach dem Abitur am humanistischen Gymnasium in Landsberg studierte er Medizin an den Universitäten von Berlin, Leipzig und Halle. Anschließend unternahm er eine große Studienreise, wobei er die deutschen Lande, die Niederlande, die Schweiz, Italien, Frankreich und den Maghreb besuchte. Nach Berlin zurückgekehrt, wurde er dort 1843 mit der Dissertation De vulneribus in pectus et abdomen penetrantibus zum Dr. med. promoviert.
Nürnberger kehrte in die Stadt seiner Jugend zurück und ließ sich dort als praktischer Arzt nieder. Neben der ärztlichen Praxis widmete er sich hauptsächlich der schriftstellerischen Arbeit.

## Werke (Auswahl)
- Faust: Ein Gedicht, Logier, Berlin 1842.
- De vulneribus in pectus et abdomen penetrantibus, Schlesinger, Berlin 1843.
- Charitinnen: Phantasiestücke und Humoresken, nebst einem lyrischen Album, Volger & Klein, Landsberg a.W. 1847.
- Die Tragödie auf der Klippe, Volger und Klein, Landesberg a.W. 1853.
- Alte Bilder in neuen Rahmen: Phantasie und Objekt im Reisebilde, Volger und Klein, Landesberg a.W. 1855.*
- Trauter Herd und fremde Woge, Matthes, Leipzig 1856.
- Das braune Buch: Novellen, Phantasiestücke und Historien, Hübner, Leipzig 1858.
- Erzählungen bei Licht, Hübner, Leipzig 1860.